# Korpen (1963)
Korpen (alternativ titel: Korpen i skräckens borg, engelska: The Raven) är en amerikansk skräckfilmskomedi från 1963 i regi av Roger Corman. Manuset skrevs av Richard Matheson och var mycket löst baserat på Edgar Allan Poes dikt Korpen. I rollerna märks Vincent Price, Boris Karloff och Peter Lorre, samt en ung Jack Nicholson.
Då Cormans föregående Poe-filmatisering En studie i skräck med framgång hade blandat in humor i skräcken i form av en komisk vinprovningsscen mellan Price och Lorre bestämde sig Corman och Matheson för att fortsätta med humorfylld skräck i Korpen. Filmen följdes av Skri av fasa (1963), De blodtörstiga (1964) och Mannen i vaxkabinettet (1965).

## Handling
Magikern Erasmus Craven (Price) hemsöks en natt av en korp, som visar sig vara den förtrollade Dr. Bedlo (Lorre). Korpen berättar att den har sett Cravens avlidna hustru Lenore tillsammans med den onde Dr. Scarabus (Karloff), som dessutom är den som har förvandlat Bedlo till korp. Bedlo förvandlas tillbaka till människa med hjälp av en brygd bestående av bland annat fladdermusblod, spindlar i gelé och en död mans hår, och sedan beger sig de båda magikerna till Scarabus borg för att spåra upp Lenore.

## Rollista
- Vincent Price – Dr. Erasmus Craven
- Peter Lorre – Dr. Adolphus Bedlo
- Boris Karloff – Dr. Scarabus
- Hazel Court – Lenore Craven
- Olive Sturgess – Estelle Craven
- Jack Nicholson – Rexford Bedlo
- Connie Wallace – Maid
- William Baskin – Grimes (Cravens betjänt)
- Aaron Saxon – Gort